# Parisier
Parisierna (latin: Parisii) var ett keltiskt järnåldersfolk som levde längs Seines stränder i Gallien från mitten av 200-talet f.Kr. fram till den romerska eran. Det finns även belägg för att de även levde i nordöstra Storbritannien. 
Deras främsta stad var Lutetia Parisiorum, som senare blev en viktig stad i den romerska provinsen Gallia Lugdunensis och i förlängningen dagens Paris. Namnet Paris kommer av latinets Parisii.
Tillsammans med suessionerna deltog parisierna i det galliska upproret mot Julius Caesar år 52 f.Kr, lett av Vercingetorix. Efter deras nederlag flydde förmodligen delar av både parisierna och suessionerna till Storbritannien.
Den brittiska parisierstammen som levde kring East Yorkshire och Humberside i Storbritannien har traditionellt ansetts bestått av emigranter från den galliska folkstammen. Begravningsritualerna hos de galliska och brittiska stammarna skiljer sig aningen, men järnålderskulturen Arras som slog sig ner king East Yorkshire tidigt i La Téne-perioden visar tydligt kontinentalt inflytande. Barry Cunliffe, professor i arkeologi vid Oxfords Universitet, påstår att parisierna visar på ekonomisk och social kontinuitet från 400-talet f.Kr. och framåt, även om förklaringen att den parisiska stammen i East Yorkshire endast var en koloni från den galliska parisierstammen möjligen är alltför förenklad. 
Begravningsritualer som involverar att placera den avlidna i en hjulförsedd vagn i en kvadratisk gravhög återfinns både i Marneregionen i Frankrike och hos den brittiska parisierstammen, vilket har ansetts vara ett bevis på en genetisk koppling. En alternativ förklaring kan vara att infödda britter försökte efterlikna kontinental kultur. Teorin är att de övre samhällsskikten i det brittiska samhället försökte särskilja sig genom att kopiera utländska traditioner. Vagnbegravningsritualen utvecklades i Storbritannien under 200- och 100-talen f.Kr. vilket antyder att folket lade sig till med dessa traditioner innan Vercingetorix historiska nederlag mot Julius Caesar och alltså innan den större immigrationsvågen startade. 
Dock visar arkeologiska utgrävningar tydligt på släktskapet mellan de olika parisiska stammarna. 